# Lex Romana Visigothorum
Lex Romana Visigothorum eller Breviarium Alaricianum er en samling af romerske retsregler, som kong Alarik II ved hjælp af tilkaldte romerske retslærde lod foranstalte år 506 til brug for de i det vestgotiske rige levende romere, der ifølge germansk ret skulle behandles efter deres hjemlands love.
Samlingen består væsentlig af forskellige kejserlige love (Codex Theodosianus med flere) og af udtog af fremragende juristers skrifter (Gaius' Institutiones og Paulus' Receptæ sententiae. Den var gældende hos vestgoterne i Spanien indtil 7. århundrede og fik også gyldighed i det frankiske rige.